# San Prospero
San Prospero är en ort och kommun i provinsen Modena i regionen Emilia-Romagna i Italien. Kommunen hade 5 977 invånare (2018).